# Estação Refugio
A Estação Refugio é uma das estações do VLT de Guadalajara, situada em Guadalajara, entre a Estação Mezquitán e a Estação Juárez. Administrada pelo Sistema de Tren Eléctrico Urbano (SITEUR), faz parte da Linha 1.
Foi inaugurada em 1º de setembro de 1989. Localiza-se no cruzamento da Estrada do Federalismo com a Rua Joaquín Angulo, a Rua Herrera e a Rua Cairo. Atende o bairro Sagrada Familia e o centro da cidade.